# Olav Fykse Tveit

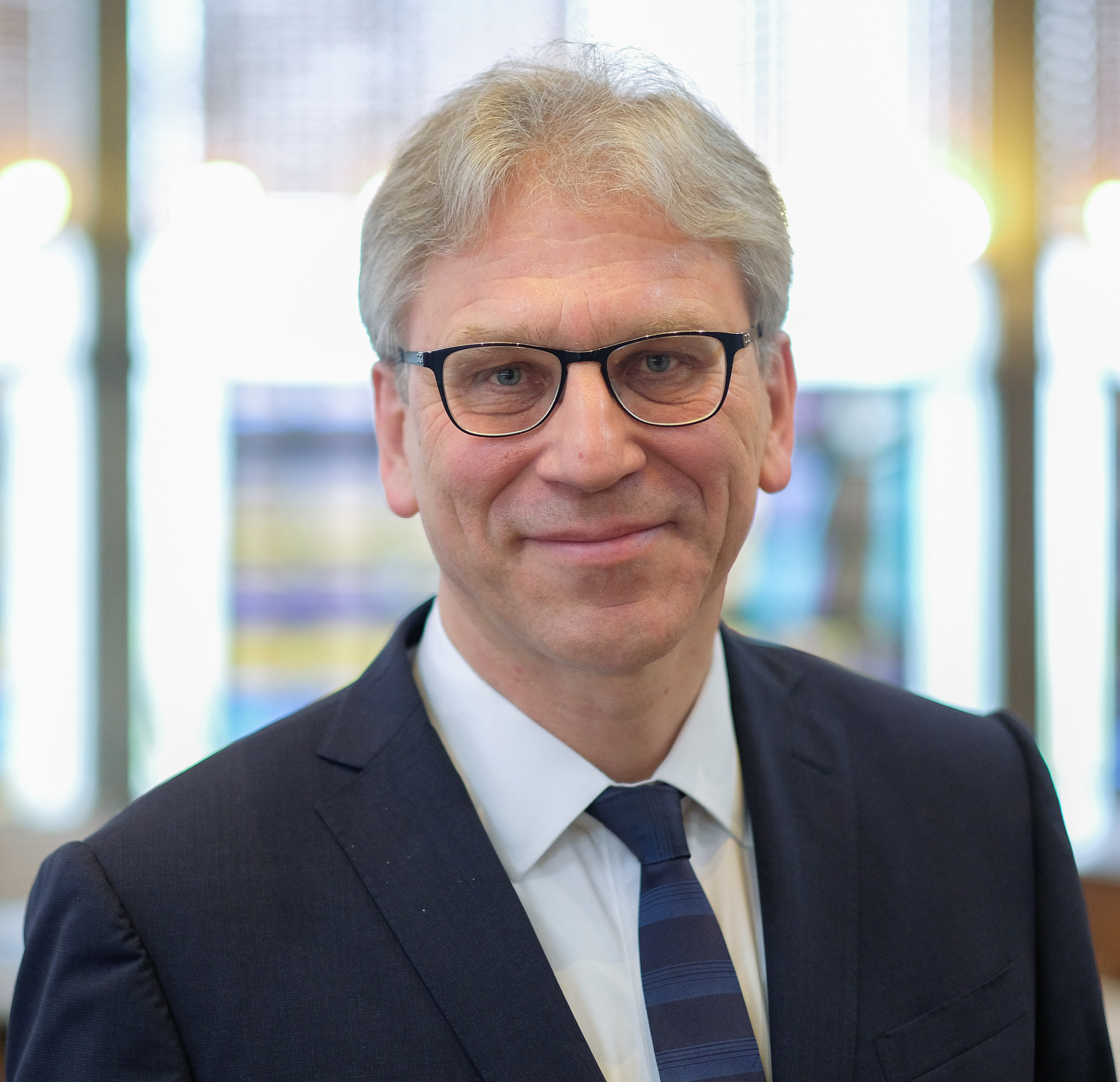
Olav Fykse Tveit (2020)

Olav Fykse Tveit (* 24. November 1960) ist ein norwegischer lutherischer Theologe und Pastor. Er war von Januar 2010 bis April 2020 Generalsekretär des Ökumenischen Rates der Kirchen (ÖRK). Seit 2020 ist er Vorsitzender Bischof der Norwegischen Kirche.

## Werdegang
Olav Fykse Tveit, Sohn eines Pfarrers, studierte an der Theologischen Hochschule (Menighetsfakultet) in Oslo. 1987 wurde er zunächst Feldprediger, bevor er 1988 Gemeindepastor in Haram wurde. Von 1991 bis 1996 war er Mitarbeiter des Rates der Norwegischen Kirche für Ökumene und internationale Kontakte (Mellomkirkelig råd), anschließend Forschungsstipendiat. 2002 wurde er an der Menighetsfakultet zum Doktor der Theologie promoviert.
Ab 1999 hatte er verschiedene Ämter in der Norwegischen Kirche inne, so als Schriftführer der Kommission für Lehrfragen 1999–2000 und der Kommission für die Beziehung zwischen Kirche und Staat 2000–2001. Vom 1. September 2002 bis Ende 2009 war er Generalsekretär des Mellomkirkelig råd. Dabei vertrat Tveit seine Kirche in verschiedenen ökumenischen und interreligiösen Gremien. Auf internationaler ökumenischer Ebene arbeitete er in der Kommission für Glaube und Kirchenverfassung sowie als Co-Vorsitzender der ÖRK-Kerngruppe zum Ökumenischen Forum Palästina/Israel. Am 27. August 2009 wurde er zum Generalsekretär des Ökumenischen Rates der Kirchen (ÖRK) gewählt und trat das Amt im Januar 2010 an. Im Juli 2014 wurde er für eine zweite Amtszeit wiedergewählt.
Im Oktober 2019 wählte die Bischofskonferenz der Norwegischen Kirche Tveit zum Präses. Der Nationale Kirchenrat der Norwegischen Kirche bestätigte diese Entscheidung im Januar 2020. Tveit wurde am 10. Mai 2020 zum Bischof geweiht; sein Amt übte er in einer Übergangszeit mit seiner Vorgängerin Helga Haugland Byfuglien gemeinsam aus, bis er es im Oktober 2020 formell übernahm.
Die Hanshin University in Seoul zeichnete Tveit 2015 mit der Ehrendoktorwürde aus. 2023 erhielt er das Kommandeurskreuz des norwegischen Verdienstordens für seine Verdienste um die Ökumene.